# Andrzej Jankowski
Andrzej Jankowski (ur. 5 lutego 1967 w Olsztynie) – polski piłkarz występujący na pozycji pomocnika.
Jankowski swoją karierę rozpoczął w Stomilu Olsztyn. W klubie tym spędził prawie całą swoją karierę. Profesjonalne występy rozpoczął w 1986 roku. Reprezentował barwy olsztyńskiego klubu na szczeblach trzech klas rozgrywkowych. Zaznał smaku awansu do II ligi, a następnie do ekstraklasy. W barwach Stomilu rozegrał 211 spotkań, strzelając w nich 16 bramek. W dorobku tym wyróżnić można 119 meczów I-ligowych oraz 6 goli strzelonych bramkarzom klubów ekstraklasy. W 1998 roku wyjechał do Belgii, gdzie grał w Royalu Racing Club Tournaisien. Po roku powrócił jeszcze do Stomilu, by po niedługim czasie ponownie wyemigrować do Belgii, tym razem do Royalu Francs Borains. Wiosną 2003 przeniósł się do Francji, gdzie znalazł zatrudnienie w CS Meaux. Klub ten reprezentował przez kolejne dwa lata, po czym wyjechał do Luksemburga. W 2006 rozpoczął roczną przygodę z FC Jeunesse Schieren, po czym przeniósł się do FC 72 Erpeldange.